# Raffaele Maffei
Raffaele Maffei (Roma, 17 febbraio 1451 – Volterra, 25 gennaio 1522) è stato un umanista, letterato e storico italiano.
In passato era noto anche come "Raffaello di Volterra" (Raphael Volaterranus).

## Biografia
Lavorò alla corte di Paolo II, che a soli 18 anni lo nominò scriptor apostolicus. Si addottorò in filosofia e teologia alla Sapienza di Roma.
Fu allievo del Trapezunzio, e fu scrisse un'importante enciclopedia, i Commentariorum urbanorum Raphaelis Volaterrani.
È sepolto nella Chiesa di San Lino a Volterra, e le sue spoglie sono custodite nel monumento funebre scolpito da Silvio Cosini e impreziosito da statue di Stagio Stagi.

## Opere
- Commentariorum urbanorum Raphaelis Volaterrani, Basilea 1549 (versione digitalizzata)